# Bandera de la provincia de Buenos Aires
La bandera de la provincia de Buenos Aires fue creada por ley provincial 11.997 del 12 de agosto de 1997 por cinco jóvenes de la ciudad de Capitán Sarmiento; y jurada el 14 de noviembre del mismo año en la Basílica de Nuestra Señora de Luján, luego de resultar ganadora en un concurso (entre un total de cuatro diseños que resultaron finalistas) en que votó toda la comunidad educativa de nivel primario y secundario (8200 escuelas) de la provincia.

## Historia

### Propuesta de bandera (1991)
En 1991 el entonces gobernador Antonio Cafiero ideó una bandera expuesta en el decreto 2932/91:
ARTÍCULO 1.º: Declárase Bandera Oficial de la Provincia de Buenos Aires al pabellón compuesto por tres bandas, la superior y la inferior en color azul-celeste y la central blanca, un gorro frigio rojo, las manos entrelazadas, la pica, las ramas de laurel y de olivo, el sol, las espigas cruzadas y la media rueda dentada.
ARTÍCULO 2.º: El presente Decreto será refrendado por el señor Ministro Secretario de Estado en el Departamento de Gobierno.
ARTÍCULO 3.º: Regístrese, comuníquese, publíquese, dese al Registro y Boletín Oficial y archívese.
Esta bandera nunca llegó a ser oficializada y en 1995 se convocó al concurso llamado Buscando la bandera bonaerense, para que fueran los niños quienes diseñaran la bandera de la provincia. De todos los trabajos presentados se hizo una preselección de 32 diseños, para pasar luego a una selección final de cuatro banderas posibles, que fueron las votadas por los estudiantes.

### Bandera actual (1997)
Partiendo de la base de que durante la década de gobierno de Carlos Saúl Menem en la Argentina se puso de moda en los ambientes políticos de gobierno el rescate y a veces la creación de banderas provinciales, y entendiendo que Buenos Aires no tenía, dijo sobre el concurso para elegir bandera provincial el entonces gobernador y futuro presidente interino de la nación, Eduardo Duhalde:

Muchos preguntarán por qué razón estamos buscando tener un símbolo que nos identifique como provincia. [...] Les pregunté a los chicos de un grado cómo se llamaban los compatriotas de Córdoba. Después de un instante, me respondieron: cordobeses. [...] De pronto, les pregunté: '¿cómo nos llamamos nosotros?'. La respuesta fue el silencio total. Nadie sabía cómo nos llamamos. Creo que la bandera es necesaria porque los bonaerenses no tenemos muy en claro cuál es nuestra identidad.

Somos la más importante de todas las provincias. La más grande, la que siempre ha sido el motor del trabajo y la producción del país. La que ha dado todo a la Nación, hasta su capital. Porque la ciudad que hoy es la Capital Federal era la capital de la provincia de Buenos Aires. Por eso es que se torna difusa nuestra identidad, y un pueblo que no tiene clara su identidad tampoco tiene claro cuál es su destino. [...] Es por eso que queremos que sean los jóvenes de la provincia de Buenos Aires los que trabajen para que podamos elegir nuestra bandera, para que flamee al lado de la más alta, de las más grande y la que más NECESITAMOS, que es la bandera argentina.

## Descripción y simbología
La bandera presenta una línea roja horizontal que divide su superficie total en dos mitades de iguales dimensiones. La franja superior es de color azul, mientras que la inferior es verde. En el medio de la bandera la línea roja se ve interrumpida por el contorno de media rueda dentada de fondo azul sobre el campo verde del paño. En el centro del espacio creado por el engranaje se ubica una figura de color amarillo que forma en la mitad superior, por sobre la línea roja, un sol naciente y un girasol en la inferior. El girasol tiene a su vez en el centro un semicírculo de color rojo. El sol está rodeado por un semicírculo de laureles que tocan los dos extremos de la línea roja, formando un círculo con la rueda dentada.
El color verde representa la pujanza de los campos y llanuras de la Provincia, donde históricamente se desarrollaron la agricultura y la ganadería. El azul representa los ríos de la Provincia, el Mar Argentino que baña sus costas y el cielo que la cubre. La línea roja representa al federalismo argentino. El amarillo simboliza la fecundidad de la producción.
El sol hace referencia al resplandor y el laurel a la gloria de la provincia de Buenos Aires. La rueda dentada es una alegoría de la producción industrial, mientras que la media flor de girasol lo es de la producción agropecuaria. La línea roja, además de sugerir el espíritu federal, marca el horizonte infinito que divide el suelo y el cielo en la extensa superficie provincial.

## Banderas históricas

Bandera del Estado de Buenos Aires (1852-1861)
Bandera propuesta en 1991.
Bandera adoptada en 1997.

## Banderas de partidos de la Provincia de Buenos Aires

Adolfo Gonzales Chaves
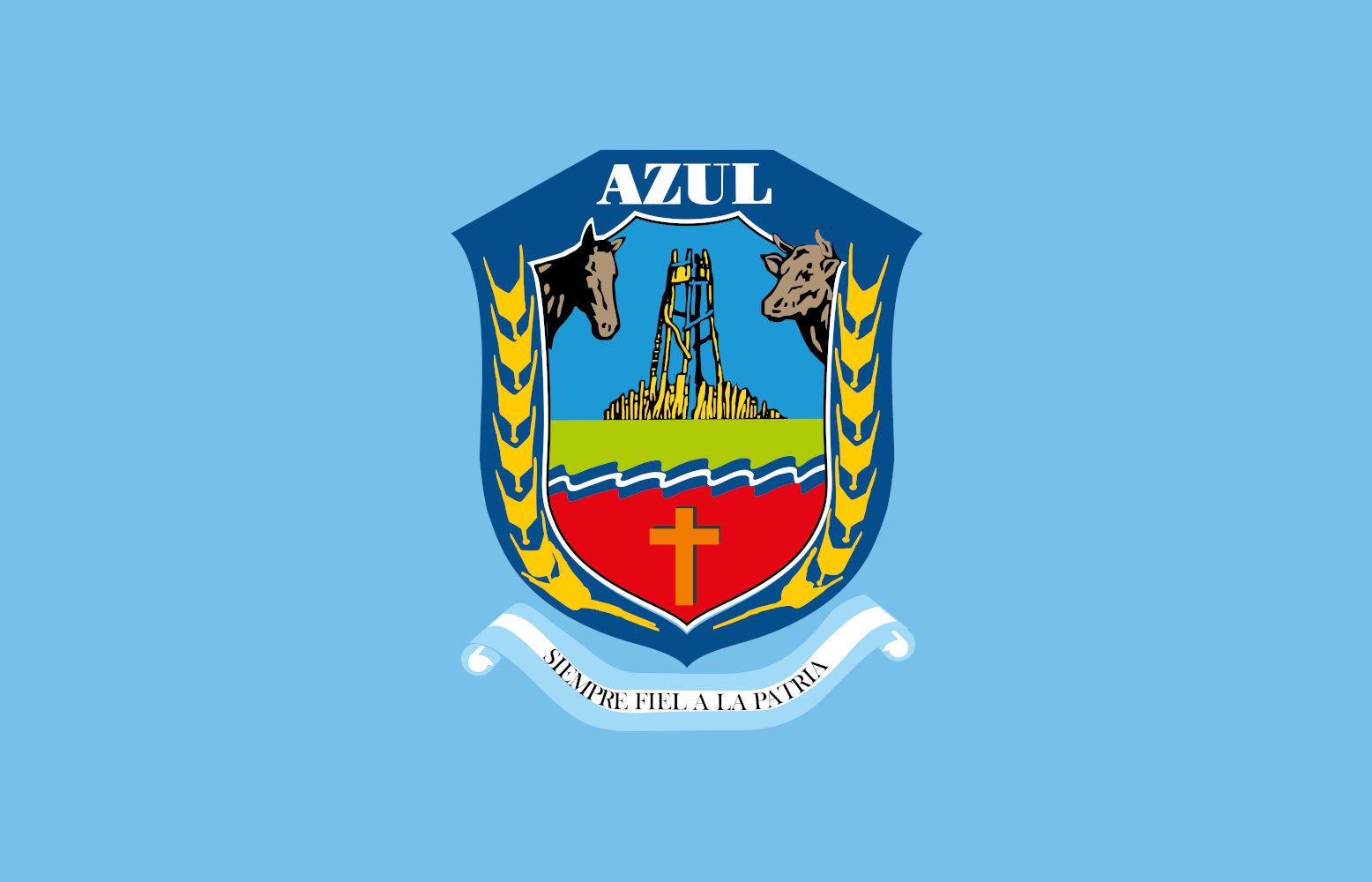
Azul
Bahía Blanca
Carlos Casares
Coronel Dorrego
Ensenada
Florentino Ameghino
La Matanza
Laprida
Las Flores
Navarro
Pellegrini
Pilar
Pinamar
Ramallo
Rojas
San Cayetano
Vicente López